# Апостольский нунций в Замбии
Апостольский нунций в Республике Замбия — дипломатический представитель Святого Престола в Замбии. Данный дипломатический пост занимает церковно-дипломатический представитель Ватикана в ранге посла. Апостольская нунциатура в Замбии была учреждена на постоянной основе 27 октября 1965 года. Её резиденция находится в Лусаке.
В настоящее время Апостольским нунцием в Замбии является архиепископ Джанлука Перичи, назначенный Папой Франциском 5 июня 2023 года.

## История
Апостольская нунциатура в Замбии была учреждена 27 октября 1965 года, бреве «Africae gentes» папы римского Павла VI. Резиденцией апостольского нунция в Замбии является Лусака — столица Замбии. Апостольский нунций в Замбии, по совместительству, исполняет функции апостольского нунция в Малави.

## Апостольские нунции в Замбии

### Апостольские пронунции
- Альфредо Поледрини, титулярный архиепископ Вазари — (27 октября 1965 — 20 сентября 1970 — назначен апостольским пронунцием в Лесото и апостольским делегатом в ЮАР);
- Лучано Анджелони, титулярный архиепископ Вибо Валенции — (24 декабря 1970 — 25 ноября 1978 — назначен апостольским пронунцием в Корее);
- Георг Цур, титулярный архиепископ Сесты — (5 февраля 1979 — 3 мая 1985 — назначен апостольским нунцием в Парагвае);
- Эудженио Сбарбаро, титулярный архиепископ Тидди — (14 сентября 1985 — 7 февраля 1991 — назначен апостольским нунцием в Тринидаде и Тобаго и апостольским пронунцием на Багамских Островах, Барбадосе, Доминике, Гренаде, Сент-Люсии, Сент-Винсенте и Гренадинах, Антигуа и Барбуде, Ямайке и апостольским делегатом на Антильских островах).

### Апостольские нунции
- Джузеппе Леанца, титулярный архиепископ Лилибэума — (4 июня 1991 — 29 апреля 1999 — назначен апостольским нунцием в Боснии и Герцеговине);
- Орландо Антонини, титулярный архиепископ Формэ — (24 июля 1999 — 16 ноября 2005 — назначен апостольским нунцием в Парагвае);
- Никола Джирасоли, титулярный архиепископ Эгнации Аппулы — (24 января 2006 — 29 октября 2011 — назначен апостольским нунцием на Антигуа и Барбуде, на Багамских Островах, Барбадосе, Доминике, Гайане, Гренаде, Сент-Люсии, Сент-Винсенте и Гренадинах, Сент-Китсе и Невисе, Суринаме, Ямайке и апостольским делегатом на Антильских островах);
- Юлий Мюрат, титулярный архиепископ Оранжа — (27 января 2012 — 24 марта 2018 — назначен апостольским нунцием в Камеруне);
- Джанфранко Галлоне, титулярный архиепископ Моттолы — (2 февраля 2019 — 3 января 2023 — назначен апостольским нунцием в Уругвае);
- Джанлука Перичи, титулярный архиепископ Вользиниума — (5 июня 2023 — по настоящее время).